# Kristiansand katedralskole
Die Kristiansand katedralskole – seit 2007 Kristiansand katedralskole Gimle (KKG) genannt – wurde 1686 als sechste Domschule Norwegens gegründet und hatte ihren Standort im Zentrum von Kristiansand unmittelbar neben der Domkirche. Im 19. Jahrhundert wurde der Lehrinhalt der Schule, die ursprünglich zur Pfarrerausbildung diente, beträchtlich erweitert; und seit 1869 wurde sie als Gymnasium bezeichnet. 1974 zog die Schule in den nordöstlichen Stadtteil Gimle um, wo sie 2007 mit einem sich dort befindenden Handelsgymnasium zusammengelegt wurde.
Bei der Schule handelt es sich um eine videregående skole (weiterführende Schule), was der deutschen gymnasialen Oberstufe entspricht, eine dreijährige Schule für die 16- bis 19-Jährigen. Im 2. und 3. Jahrgang müssen jeweils drei verschiedene Wahlfächer ausgewählt werden. Die KKG ist mit mehr als 1.500 Schülerinnen und Schülern die größte weiterführende Schule in Kristiansand. Sie bietet eine breite Auswahl vor allem an sozialwissenschaftlichen und ökonomischen Fächern, aber auch Naturwissenschaften, moderne Sprachen (inklusive Chinesisch), Kunst und Sport. Sie ist eine öffentliche Schule und wird von der Agder Fylkeskommune getragen.
Die Schule besitzt eine wertvolle Bibliothek mit rund 10.000 Bänden, wobei das älteste Buch der Sammlung 1492 in Venedig gedruckt wurde. Zwei ehemalige Schüler und ein ehemaliger Lehrer der Schule haben der KKG eigene bzw. gesammelte Kunstwerke gestiftet.
Die bekanntesten Absolventen der KKG sind Karl Ove Knausgård und Kronprinzessin Mette-Marit.

## Geschichte

### Gründung
Katedralskolen (Domschulen) wurden im Mittelalter einer Domkirche angegliedert, um als Lateinschule den angehenden Priestern eine theologische Ausbildung zu ermöglichen. Sie setzten damit auch die in einigen Diözesen bestehenden Episkopalskolen (Bischofsschulen) fort. Die älteste Domschule Norwegens war die von Hamar (1175 erstmals erwähnt), gefolgt von Trondheim (1217), Oslo (1224), Stavanger (1243) und Bergen (1320). Diese Schulen wurden als Stiftungen gegründet und von der katholischen Kirche verwaltet, nach der Reformation vom König.
Kristiansand (damals Christiansand genannt) war von König Christian IV. 1641 gegründet und als Kjøpstad mit Stadtrecht versehen worden. Im Folgejahr beauftragte der König seinen Lehnsmann Palle Rosenkrantz mit dem Bau einer Lateinschule. „Es ist ungewiss, wann die Schule gebaut wurde, aber man ist sich einig, dass es 1651 eine Schule gab. Der erste Schulleiter der Schola Christiansandiensi war Jens Hanssøn Allesløv, der auch Kaplan der 1646 errichteten Dreifaltigkeitskirche war.“
1682 verlegte König Christian V. den Sitz des heute Agder und Telemark genannten Bistums von Stavanger nach Kristiansand. Mit dem Bistum wurde auch das dazugehörige weltliche Stiftamt verlegt und am 20. November 1686 wurden die Privilegien einer Katedralskole von der Schule in Stavanger auf die Schule in Kristiansand übertragen. 1686 ist also nicht das Gründungsjahr der Christianssand Katedralskole, sondern das Jahr, ab dem sie offiziell so bezeichnet wurde. Die Schule befand sich gegenüber der Kathedrale in der Gyllenløvesgate.
Kristiansand ist die einzige nach dem Mittelalter gegründete Katedralskole Norwegens.

### Wachstum

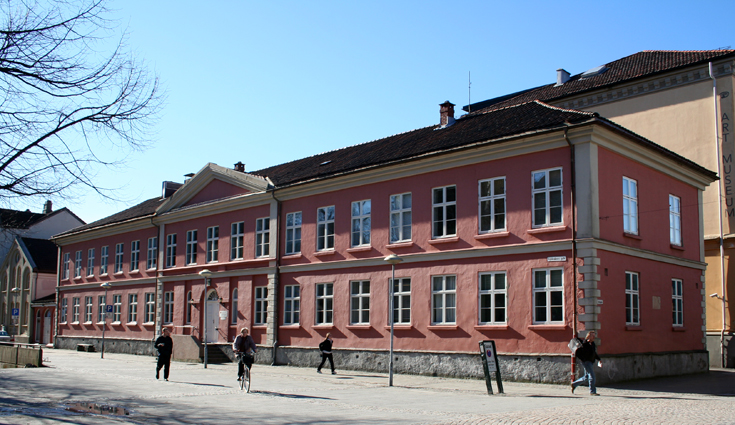
Gebäude der alten Lateinschule, Gyldenløves gate 9

Bis 1736 bestand die Aufgabe der Schule in der Ausbildung von Pfarrern und in der Vorbereitung für ein Universitätsstudium in Kopenhagen. Nachdem das Schulgebäude 1734 abgebrannt war, wurde es nicht nur neu errichtet, sondern in diesem auch zwei weitere Schulen untergebracht: In der Borgerskole (Bürgerschule) wurden praktische Fächer wie Buchhaltung, Lebende Sprachen und Naturwissenschaften auf höherem Niveau unterrichtet. Die Allmueskole (Gemeinschule) war eine von der Kirche geführte öffentliche Pflichtschule für Kinder ab dem siebten Lebensjahr bis zur Konfirmation und beschränkte den Unterricht auf Lesen, Schreiben, Rechnen und Religion.
Im 19. Jahrhundert bildeten die Domschulen zusammen mit den städtischen Lateinschulen die sogenannten lærde skoler (Gelehrtenschulen), die auf das Studium an einer Universität vorbereiteten. 1869 wurde die Organisation beider Schultypen durch das Gesetz über die höheren allgemeinbildenden Schulen vereinheitlicht. Seitdem wurden die Gelehrtenschulen als Gymnasien bezeichnet. Das Examen artium, die Aufnahmeprüfung für die Universität, wurde erst ab 1882 an den Gymnasien abgenommen.
Das Gebäude der Kristiansand katedralskole wurde 1805–1806 umgebaut und 1853–1854 um eine zweite Etage aufgestockt. Der letzte Erweiterungsbau am alten Standort im Stadtzentrum wurde 1878 errichtet, in Kirkegaten gleich neben dem alten Gebäude. Schon in den 1960er Jahren war die Schule zu klein geworden, aber erst 1974 zog sie in ein neues Gebäude in den nordöstlichen Stadtteil Gimle nahe der Oddernes-Kirche um, wo sich die KKG noch heute befindet.

### Gimle videregående skole
1879 wurde in Kristiansand eine teknisk aftenskole (Technische Abendschule) mit zwei Klassen für kaufmännische Fächer eingerichtet. 1909 wurde eine Städtische Handelsschule gegründet, die auch Kurse in Sprachen und Stenografie anbot. 1921 wurden diese beiden Schulen zum Kristiansand Handelsgymnasium og handelsskole verschmolzen und zogen in ein neues Gebäude in Kirkegaten 1a um. Als 1970 die Umstellung des zweijährigen Handelsgymnasiums auf ein dreijähriges Ökonomisches Gymnasium (økonomisk gymnas) mehr Platz erforderte, wurde die Schule nach Gimle verlegt und hieß nun Gimle videregående skole. Die Wirtschaftsfächer wurden durch Sportunterricht ergänzt und „die Schule war ein Vorreiter in Sachen EDV (elektronische Datenverarbeitung, heute IT).“

### Kristiansand Katedralskole Gimle
Bis 2007 hatten die Domschule und die Gimle-Schule einen gemeinsamen Schulhof, der von der Oddernes-Kirche (dem ältesten Gebäude von Kristiansand), dem Gut Gimle und zunächst der Krigsskole (Militärakademie) und später der Universität Agder umgeben war. Die Zusammenlegung beider Schulen, schon seit 2003 geplant, wurde 2006 vom Fylkesting beschlossen und ein Jahr später umgesetzt. Das Architekturbüro CEBRA aus Aarhus entwarf das Projekt Krysset, mit dem beide Schulen räumlich verbunden werden sollten.
Der Neubau wurde 2010 eröffnet. Er beinhaltet eine große Mensa, ein Servicezentrum, eine Aula und die Bibliothek. Gleichzeitig wurden die beiden alten Gebäude renoviert, insbesondere die digitale Vernetzung und die Klimatisierung der Räume.

## Heutiges Schulleben

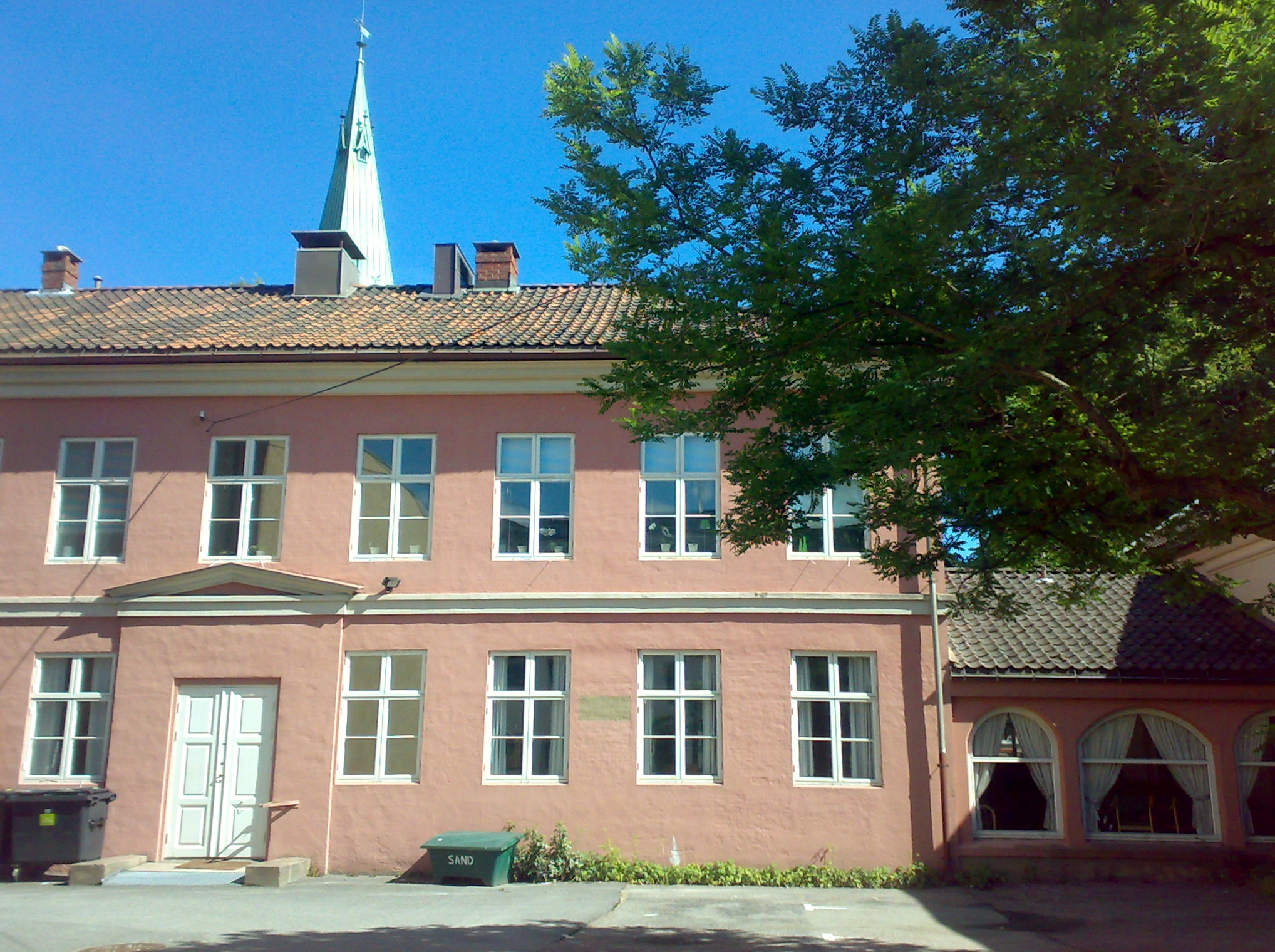
Gebäude der alten Lateinschule, Gyldenløves gate 9

Die Schule beherbergt tagsüber circa 1.500 Schüler. Dazu kommen noch 100 Schüler, die das Abendgymnasium besuchen. Damit ist sie die größte weiterführende Schule in Kristiansand. Sehr viele unterrichtete Fächer gehören den Sozialwissenschaften und den Wirtschaftswissenschaften an.
An Sprachen können Englisch, Deutsch, Französisch, Spanisch, Chinesisch und Latein ausgewählt werden. Dazu kommen naturwissenschaftliche Fächer (Biologie, Physik, Chemie, Mathematik, Informationstechnologie), Kunstaktionen (Musik, Tanz, Theater) und Sportunterricht. Die Schule bietet Programme für das International Baccalaureate und Prüfungen in englischer Sprache an.
Da alle norwegischen Realschulen und Gymnasien durch ein Gesetz von 12. Juni 1964 den Fylke-Verwaltungen übertragen wurden, ist der Schulträger der KKG die Fylkeskommune Agder, zu der Kristiansand gehört. Es existiert auch eine Stiftung für die Kristiansand katedralskole.
Auf der Website der Schule wird unter Vision und Werte das Schulkürzel KKG buchstabiert als Kunnskap • Kultur • Glede (Wissen • Kultur • Freude).

## Bibliothek

### Geschichte
Die Bibliothek der Domschule wurde 1775 gegründet, aufgrund eines königlichen Erlasses, der eine solche für alle Lateinschulen in Dänemark-Norwegen vorschrieb. „Dies war dringend notwendig, denn laut Nicolai Wergelands Christiansands Beskrivelse besaß die Schule damals nur zwei Bände!“ Durch zahlreiche Schenkungen wuchs die Sammlung in nur fünf Jahren auf 700 Bände an und bis 1829 auf 1.500 Bände. Die Bibliothek diente ab 1873 bis zur Gründung der Stadtbibliothek 1915 auch als öffentliche Leihbibliothek.
Im 20. Jahrhundert musste die Bibliothek schwere Verluste erleiden. Nachdem an die neue Stadtbibliothek zahlreiche Bände abgegeben werden mussten, verfügte sie (1927) noch über etwa 8.000 Bände, die 1947 von einem Brand beschädigt wurden. Ab 1974 wurden die überlebenden Bücher in Gimle in einem Kellergeschoss gelagert, wo sie ungünstigen Umwelteinflüssen ausgesetzt waren. Die Reinigung und Restaurierung der Bände dauerte Jahrzehnte und war erst 2011 größtenteils abgeschlossen, als 300 Regalmeter Bücher in Glaskästen im Erdgeschoss des Nordflügels der Schule aufgestellt werden konnten.
Die Bibliothek ist nicht mehr für die Benutzung gedacht, weder als Stand- noch als Leihbibliothek, ist also nurmehr ein Büchermuseum. Sie ist aber nach wie vor „mit ihren 10.000 Bänden das wichtigste akademische Erbe der Region.“

### Wertvolle Bücher der Sammlung

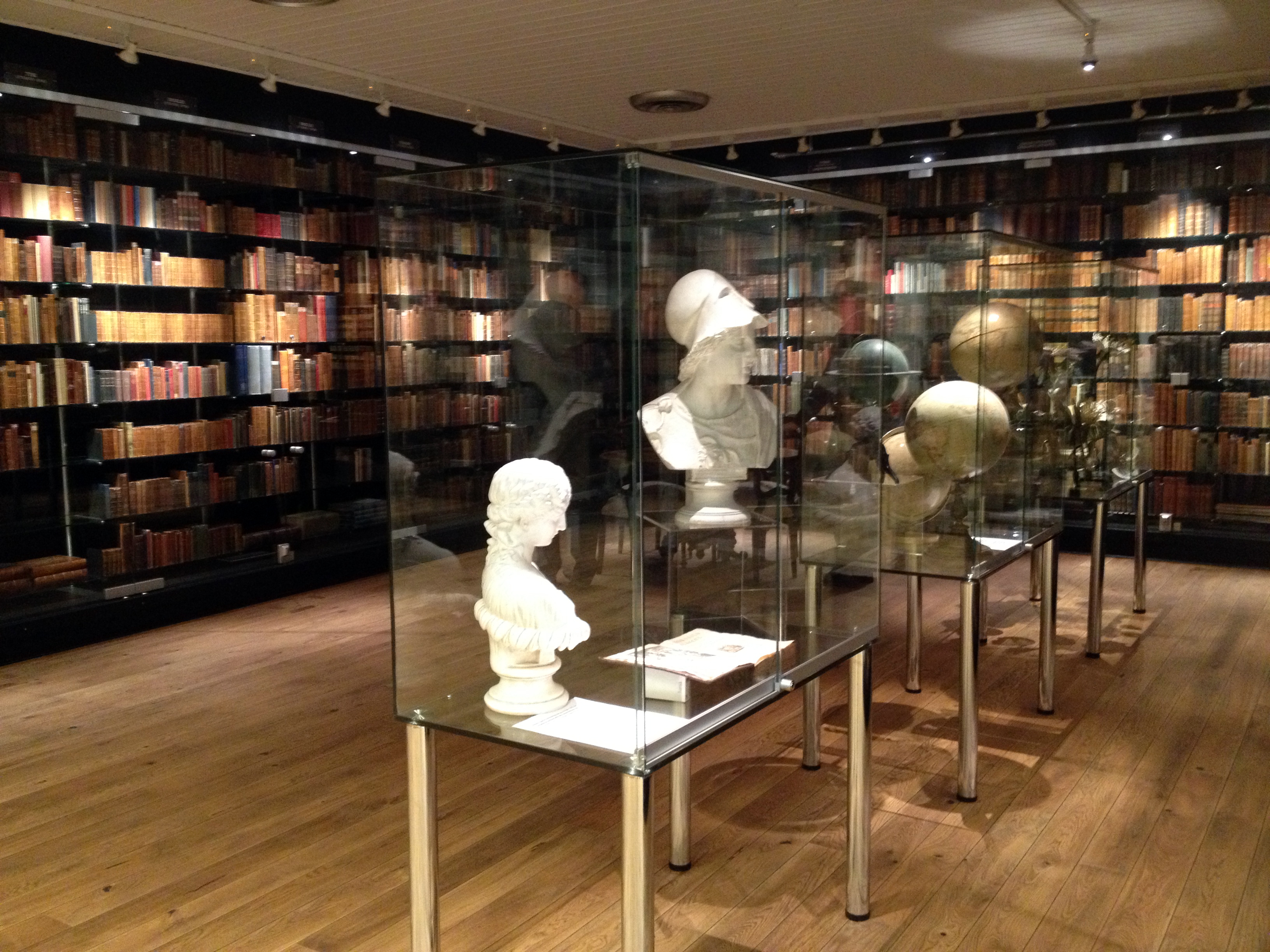
Die historische Büchersammlung der Kristiansand katedralskole

- Lukan: Pharsalia. (De bello civili.) Venedig 1492.
- Saxo Grammaticus: Gesta Danorum. (Historia Danica.) Paris 1514.
- Joan Blaeu: Novus Atlas.' (Theatrum orbis terrarum, sive Atlas novus.) Amsterdam 1640.
- Dänische Bibel unter Christian IV. Kopenhagen 1647.
- Peder Claussøn Friis:
  - Norriges oc Omliggende Øers sandferdige Bescriffuelse. 1632.
  - Norske Kongers Chronica. 1633.
- Christian V.s Norske Lov. 1687.
- Koran in arabischer Sprache. Hamburg 1694.
- Flora Danica, 15 Bände im Folioformat.
- Carl Linnaeus: kolorierte Drucke seiner Flora.
- Hans Egede: Det gamle Grønlands nye Perlustration eller Naturel-Historie. 1741.

## Kunstsammlungen
Reidar Wenneland war in den 1920er Jahren Schüler der Katedralskole und schon damals interessierte er sich für Kunst. 1970 schenkte er der Schule einen großen Teil seiner Beat-Sammlung, an die 100 Werke verschiedener Künstler, die im San Francisco der 1950er und 1960er Jahre lebten und „auf eine Gesellschaft reagierten, in der die individuelle Freiheit durch Konsum, Materialismus und militärische Aufrüstung bedroht war.“
Olav Hasaas war 1944–1964 Zeichenlehrer an der Katedralskole und überließ während dieser Zeit der Schule Bilder, die nun im sogenannten Hasaas-Zimmer ausgestellt werden. Er malte hauptsächlich südnorwegische Landschaften mit Figuren, aber auch Interieurs, „leicht und luftig und oft unkonventionell in der Komposition.“
Jan-Erik Halseide, geboren in New York City, machte 1972 seinen Abschluss an der Katedralskole und studierte anschließend Grafikdesign. Seit 1979 ist er in Ausstellungen im In- und Ausland präsent und gewann Preise und Stipendien.

## Bekannte Absolventen
- Søren Abildgaard (1718–1791), dänischer Biologe, Autor und Illustrator
- Jonas Anton Hielm (1782–1848), Jurist und Politiker
- Rudolf Keyser (1803–1864), Historiker
- Andreas Munch (1811–1884), Schriftsteller
- Ole Jacob Broch (1818–1889), Wissenschaftler und Politiker
- Gisle Johnson (1822–1894), lutherischer Theologe
- Hans Ross (1833–1914), Sprachforscher
- Jørgen Løvland (1848–1922), liberaler Politiker
- Thomas Peter Krag (1868–1913), Schriftsteller der Neuromantik
- Vilhelm Krag (1871–1933), Schriftsteller und Journalist
- Gabriel Scott (1874–1958), Schriftsteller
- Carl Marstrander (1883–1965), Keltologe und Indogermanist, germanistischer Mediävist, Linguist und Runenforscher
- Jens Bjørneboe  (1920–1976), Schriftsteller
- Bentein Baardson (* 1953), Schauspieler und führender Theaterregisseur
- Karl Ove Knausgård (* 1968), Schriftsteller
- Kronprinzessin Mette-Marit (* 1973), Ehefrau des norwegischen Kronprinzen Haakon
- Thom Hell (* 1976), Singer-Songwriter
- Katrine Lunde Haraldsen (* 1980), Handballspielerin
- Andreas Thorkildsen (* 1982), Speerwerfer
- Fredrik Strømstad (* 1982), Fußballspieler
- Kristofer Hæstad (* 1983), Fußballspieler
- Kristoffer Ajer (* 1998), Fußballspieler